# 阿赛 (安德尔-卢瓦尔省)
阿赛（法語：Assay，法語發音：[asɛ] ⓘ）是法国安德尔-卢瓦尔省的一个市镇，位于该省西南部，属于希农区。

## 地理
阿赛（47°4'28"N, 0°17'24"E）面积14.53 平方千米，位于法国中央-卢瓦尔河谷大区安德尔-卢瓦尔省，该省份为法国中西部省份，北起萨尔特省、东北接卢瓦-谢尔省，东南接安德尔省，南至维埃纳省，西临曼恩-卢瓦尔省。
与阿赛接壤的市镇（或旧市镇、城区）包括：沃德河畔尚皮尼、莱姆雷、利格雷、马尔赛、卢丹地区科、普昂。

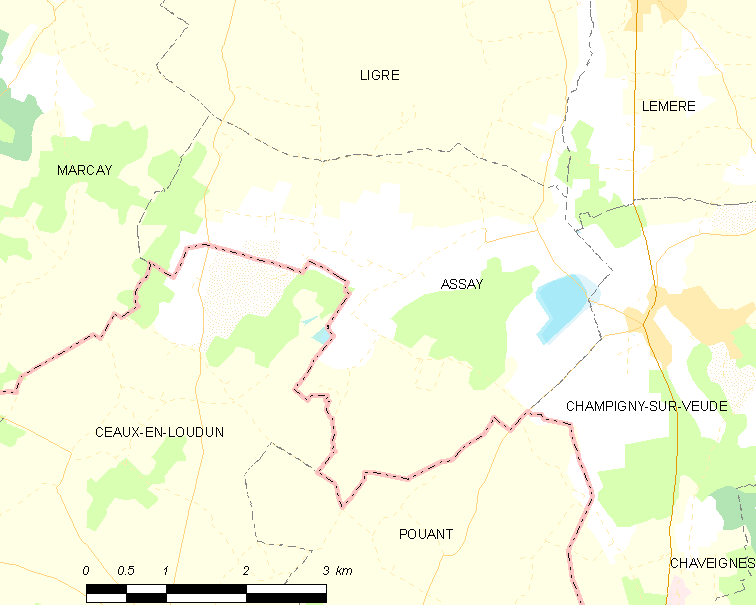
的OSM定位图

阿赛的时区为UTC+01:00、UTC+02:00（夏令时）。

## 行政
阿赛的邮政编码为37120，INSEE市镇编码为37007。

## 政治
阿赛所属的省级选区为图赖讷地区圣莫尔县。

## 人口

1962-2008年间人口变化图示

阿赛于2022年1月1日时的人口数量为173人。